# Терпилово (Калузька область)
Терпилово (рос. Терпилово) — село в Мещовському районі Калузької області Російської Федерації.
Населення становить 110 осіб. Входить до складу муніципального утворення Село Серпейськ.

## Історія
Від 2004 року входить до складу муніципального утворення Село Серпейськ.

## Населення
| 2002 | 2010 |
| ---- | ---- |
| 84   | ↗110 |